# Félix Victor Goethals

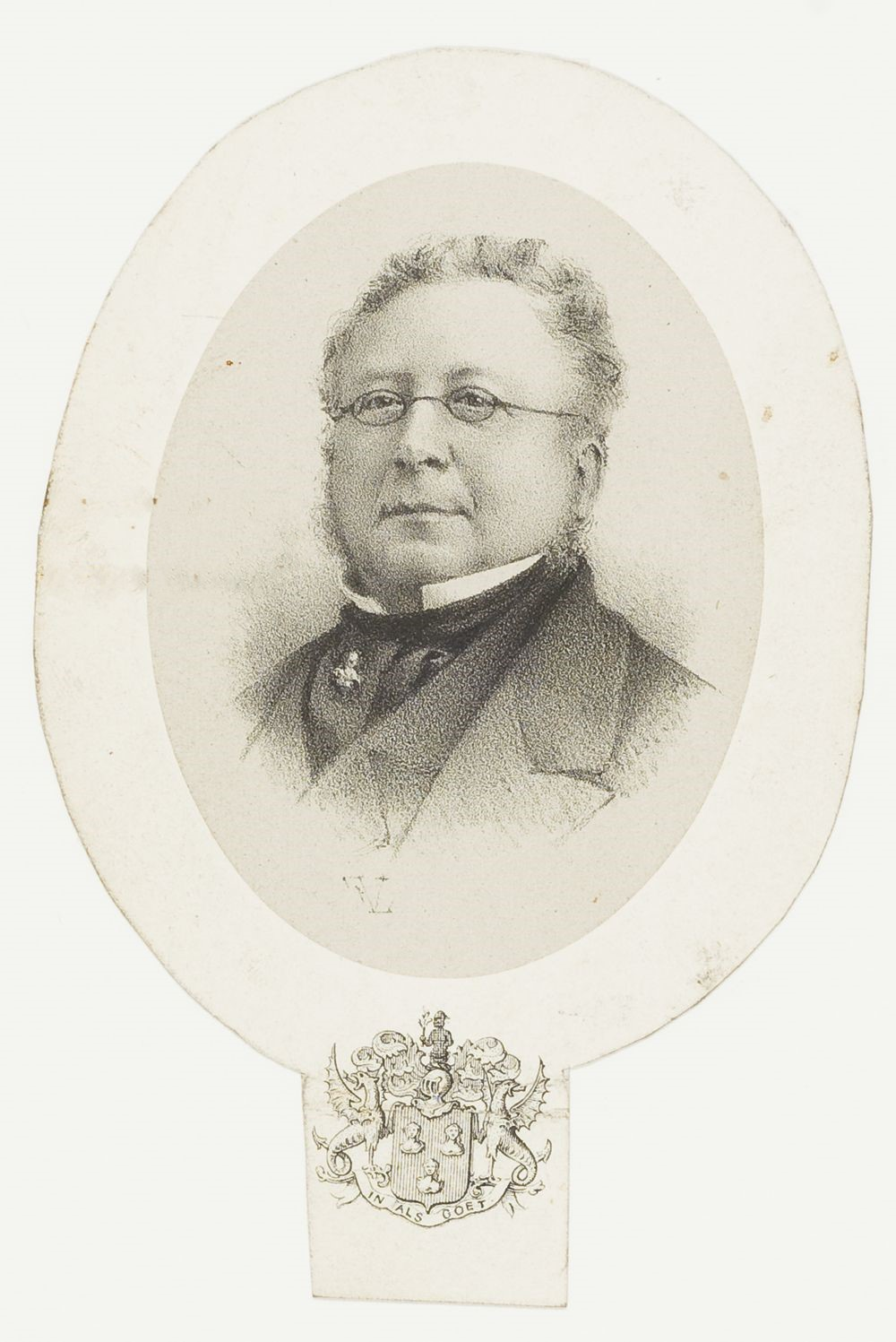
Félix Victor Goethals

Félix-Victor Goethals (Gent, 4 juni 1799 - Brussel, 10 mei 1872) was een Belgisch historicus, bibliothecaris en genealoog.

## Familie
Jonkheer Goethals, telg uit de Gentse familie Goethals was de zoon van Josse Goethals (1769-1838) en Theresa-Barbara van den Cruyce (1765-1840), die in 1793 getrouwd waren. Zij behoorden tot de Gentse familie Goethals die in 1822 adelserkenning kreeg. Het gezin telde vier zoons, waarvan de oudste, Henri, in 1794 overleed, de tweede, Edouard, als achttienjarige in 1812 tijdens de veldtocht van Napoleon naar Rusland sneuvelde en de derde, Adolphe (25 mei 1798 - 22 mei 1858) priester werd.
Félix-Victor trouwde in 1856 met Hortense van Dormael (Wavre 1813 - Brussel 1886). Het gezin bleef kinderloos.

## Levensloop

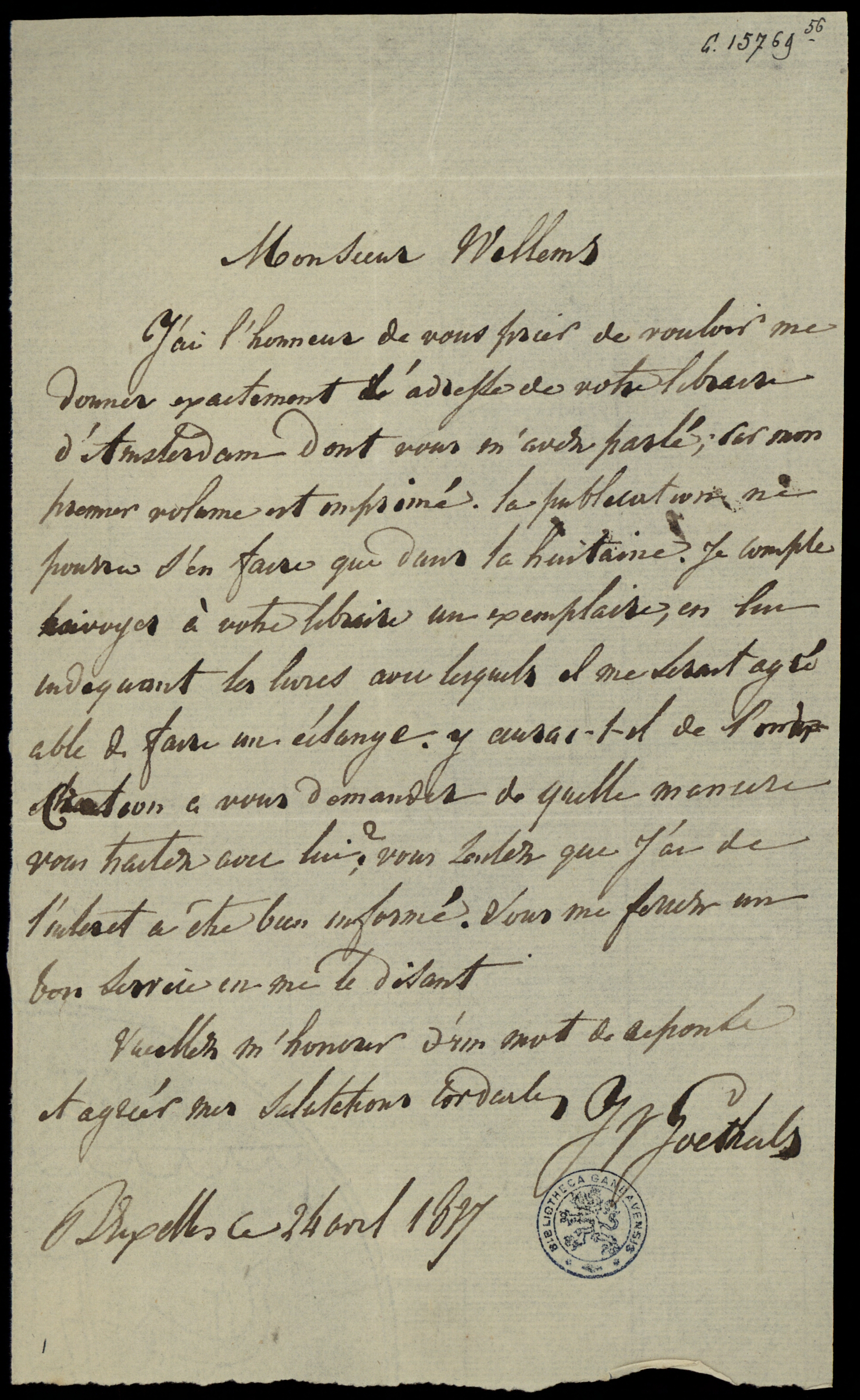
Brief van Goethals aan Jan Frans Willems (1837)

Félix-Victor Goethals studeerde aan de Rijksuniversiteit van Gent, waar hij op 7 augustus 1822 in de beide rechten promoveerde. In 1818, reeds tijdens zijn studies, had hij interesse voor geschiedenis en begon hij biografisch materiaal over allerhande historische figuren te verzamelen.
Na zijn studies werd hij stagiair aan het gerechtshof in Brussel, van 1825 tot 1829. Hij werd tevens medewerker van priester en genealoog Lodewijk Jacobus Haspeslagh, die de ambitie had een biografisch woordenboek in acht delen te publiceren, gewijd aan bekende personen in de Nederlanden. Haspeslagh overleed echter voor hij aan de publicatie van het aangekondigde werk kon beginnen. Goethals erfde de uitgebreide  reeks handschriften en notities van Haspeslagh en maakte er dankbaar gebruik van voor zijn eigen talrijke publicaties.
In 1827 werd hij adjunct-conservator van de Brusselse stadsbibliotheek en in 1832 werd hij er benoemd tot conservator. In 1837 verscheen het eerste deel van een verzameling biografieën over figuren uit de geschiedenis. Het volgende jaar verschenen nog drie delen in dezelfde serie. In 1840 kreeg de serie nog een driedelig vervolg.
De stad Brussel verkocht in 1842 haar verzameling boeken aan de Belgische Staat die in 1837 de Koninklijke Bibliotheek had opgericht. Goethals verhuisde mee met de collectie. Vanaf 1843 was hij werkzaam in de Koninklijke Bibliotheek, waar hij de opdracht kreeg de door de Belgische Staat verworven bibliotheek van Karel van Hulthem te vergelijken en aan te vullen met werken uit de Brusselse stadsbibliotheek. Op deze manier zou de eerste collectie vervolledigd kunnen worden en dubbels uit de tweede kunnen worden verkocht of geruild. Wegens de tegenkantingen van adjunct-conservator Jean-Pie Namur (1804-1867), met het medeweten van conservator Frédéric de Reiffenberg, nam hij in 1853 ontslag en werd op pensioen gesteld.
Vanaf dan ging Goethals zich volledig wijden aan zijn publicaties die vooral aan de heraldiek en de genealogie gewijd waren. Tussen 1849 en 1852 publiceerde hij een vierdelig genealogisch woordenboek over de adellijke families in België. In 1857 en 1869 verschenen nog een aantal werken over de genealogie van adellijke families.
Na zijn dood werd zijn boekenverzameling gelegateerd aan de Koninklijke Bibliotheek. De verzameling Goethals bestond uit 2224 gedrukte werken en 2335 handschriften. Hieronder bevonden zich de vele handschriften die hij van Haspeslagh had geërfd.

## Werken
- Lectures relatives à l'histoire des sciences, des arts, des lettres, des moeurs et de la politique en Belgique et dans les pays limitrophes (4 dln., Brussel, 1837-38)
- Histoire des lettres, des sciences et des arts en Belgique et dans les pays limitrophes (3 dln., Brussel, 1840-44)
- Notice historique sur la vie et les travaux de Simon Stevin (Brussel, 1842)
- Histoire généalogique de la maison de Hornes (Brussel, 1848)
- Dictionnaire généalogique et héraldique des familles nobles du royaume de Belgique (4 dln., Brussel, 1849-52)
- Miroir des notabilités nobiliaires de la Belgique, des Pays-Bas et des Nord de la France (2 dln., Brussel, 1857-61)
- Indicateur nobilaire de Belgique, de France, de Hollande, d'Allemagne (Brussel, 1869)
- Archéologie des familles de Belgique, 1851-1887 ("1ère et 2e livraisons, 1864-1867")